# Oxischorl
L'oxischorl és un mineral de la classe dels silicats que pertany al grup de la turmalina. Rep el seu nom per ser una forma oxidada de l'schorl.

## Característiques
L'oxischorl és un ciclosilicat de fórmula química Na(Fe2+
2Al)Al₆(Si₆O18)(BO₃)₃(OH)₃O. Cristal·litza en el sistema trigonal en forma de cristalls prismàtics en agregats en forma de ventall de fins a 2 cm. La seva duresa a l'escala de Mohs és 7.
És un mineral relacionat amb l'oxidravita, l'oxicromodravita, l'oxivanadiodravita i povondraïta a través de la substitució de Fe2+ per Mg2+, Cr3+ per Al3+, V3+ per Al3+, i Fe3+ per Al3+, respectivament.

## Jaciments
L'oxischorl va ser descobert simultàniament a Přibyslavice (Kutná Hora, Bohèmia Central, Bohèmia, República Txeca) en emplenaments de fractures hidrotermals en roques metasomatitzades i a Zlatá Idka (Košice, Regió de Košice, Eslovàquia) com un mineral magmàtic primari metasomatitzat en granit, ara ortogneiss foliat. També ha estat descrita a Alemanya, Canadà, els Estats Units i Rússia.